# Spitzblättriges Laichkraut
Das Spitzblättrige Laichkraut (Potamogeton acutifolius) ist eine Pflanzenart aus der Gattung Laichkräuter (Potamogeton) innerhalb der Familie der Laichkrautgewächse (Potamogetonaceae). Diese Wasserpflanze ist in Europa weitverbreitet.

## Beschreibung

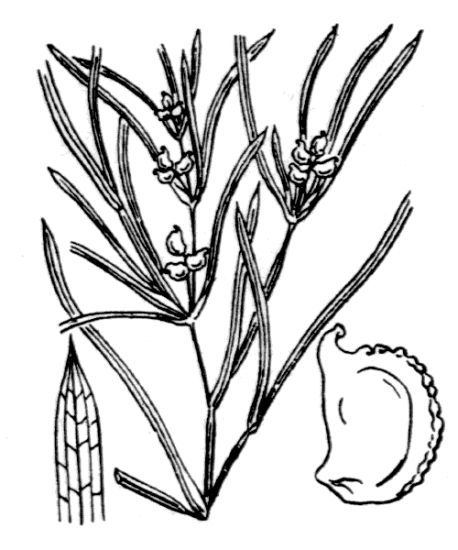
Illustration

Das Spitzblättrige Laichkraut ist eine ausdauernde krautige Pflanze, die Wuchshöhen von 30 bis 60 Zentimetern erreicht. Sie wird im Herbst stark brüchig. Ihr Rhizom ist im Schlamm mit einer Pfahlwurzel befestigt. Der Stängel ist flach und ungeflügelt. Die Laubblätter sind grün, 1,5 bis 4,5 Millimeter breit, oft lang zugespitzt, drei- bis selten fünfnervig; am Blattgrund oft mit ein bis zwei deutlichen, schwärzlichen Höckern versehen, die besonders im schlickigen Wasser weiße Nebenwurzeln bilden. Das Blatthäutchen ist bis 2 Zentimeter lang.
Die Blütezeit reicht von Juni bis August. Der Blütenstandsschaft ist mit einer Länge von 0,5 bis 5,5 Zentimetern kaum länger als die Ähre. Vier bis sechs Blüten stehen in einem 2,5 bis 5,5 Zentimeter langen ährigen Blütenstand zusammen. Die Blüten weisen einen Durchmesser von etwa 1,5 Millimetern auf.
Die Früchte sind 3 bis 4 mm lang und 2,3 bis 3 mm breit, deutlich und fast gerade geschnäbelt.
Turionen werden selten gebildet.
Die Chromosomenzahl der Art ist 2n = 26.

## Ökologie
Beim Schlitzblättrigen Laichkraut handelt es sich um eine Wasserpflanze, einen hydromorphen Hydrophyten. Das Schlitzblättrige Laichkraut weist starke Populationsschwankungen auf.

## Vorkommen
Das Schlitzblättrige Laichkraut ist in Europa verbreitet und kommt bis zum Kaukasus vor.   Ihr Hauptvorkommen liegt in Mitteleuropa; dort erstreckt sich ihr Verbreitungsgebiet von Südengland über Frankreich bis Westrussland. Die Südgrenze der Verbreitung verläuft von Südwestfrankreich über Mittelitalien bis Bulgarien, von hier aus gesehen findet man sie nördlich des Schwarzen Meeres bis zur Wolgaplatte. Die Nordgrenze der Besiedlung liegt in Südschweden bei ca. 60° nördlicher Breite.
Das Schlitzblättrige Laichkraut wächst in stehenden oder langsam fließenden, basen- und zum Teil auch kalkreichen, meso- bis schwach eutrophen Gewässern, es erträgt kurzfristige winterliche Austrocknung. Es wurzelt in Teichen, seltener in Altwässern und Gräben, vorzugsweise über Gyttja-Böden in 0,3 bis 1,6 Meter Wassertiefe. Es ist eine Charakterart des Verbands Potamogetonion.